# АК-12
АК-12 або 6П70 — автомат Калашникова зразка 2012 року. Перший дослідний зразок був створений концерном «Калашников» в 2011 році і представлений публіці в січні 2012. Являв собою принципово новий автомат, реалізований з використанням загальної схеми і технічних рішень колишніх АК.
Після невдачі на випробуваннях за програмою «Ратник» був запропонований в 2016 році інший, традиційніший автомат під тією ж назвою, який є вдосконаленням сотої серії з повним перепроектуванням «в цифрі» і використанням деяких технологічних напрацювань від дослідного АК-12. Запущений в серію в 2018 році.

## Історія

### Розробка

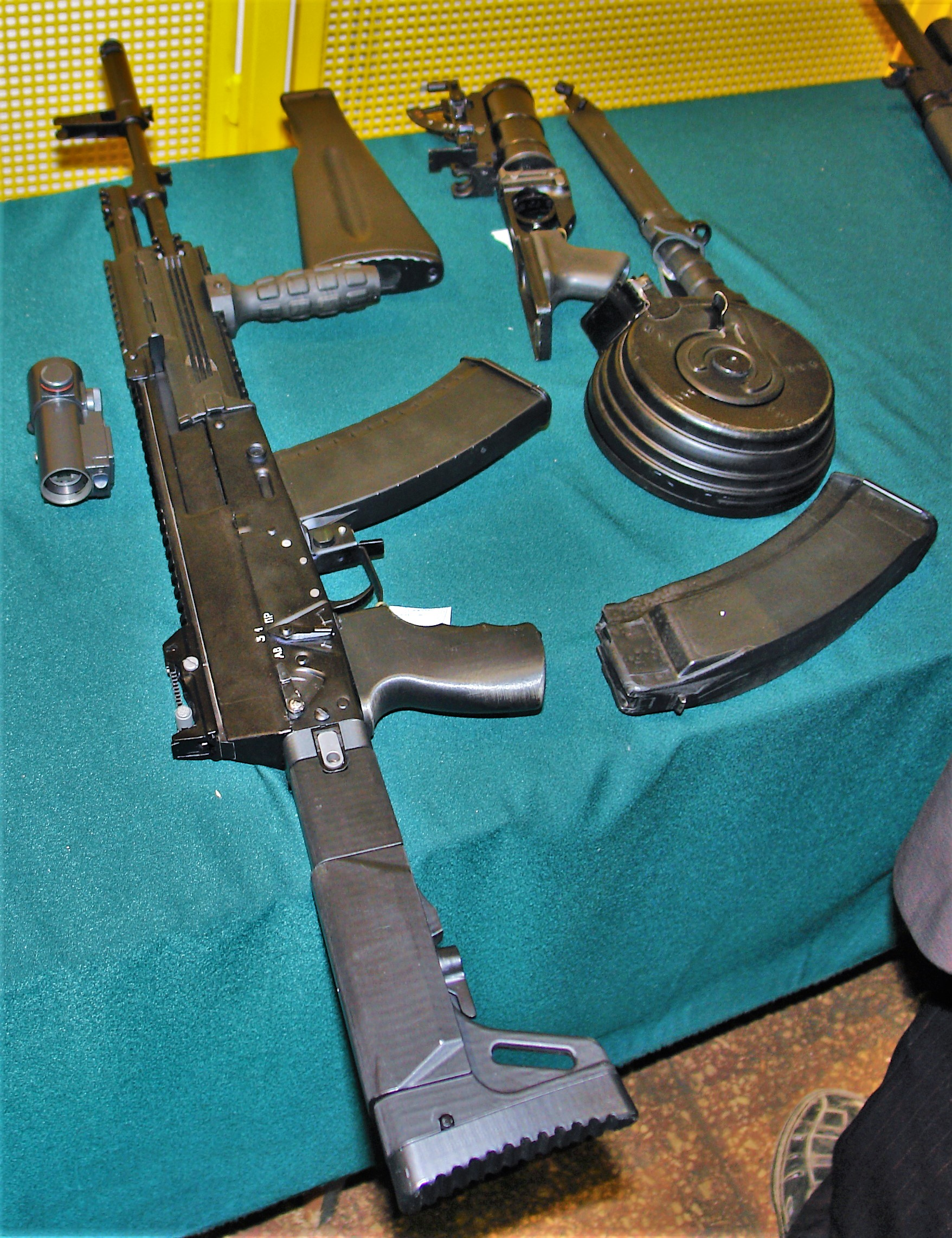
Прототип АК-12 з можливими варіантами магазинів і навісного обладнання (презентація)

Розробка нового автомата здійснювалася в ініціативному порядку з червня 2011 року під керівництвом головного конструктора «Іжмашу» Володимира Злобіна на основі напрацювань за попередні 10 років. У 2011 році була завершена збірка та розпочато випробування першого дослідного зразка автомата Калашникова п'ятого покоління з робочою назвою АК-12. Автомат був вперше показаний в січні 2012 року. Держава не надавала підтримки розробці нового автомата через надмірну кількість старих АК, яких налічувалося на складах понад 17 мільйонів.
2 червня 2012 року в Солнечногорську головний конструктор НВО «Іжмаш» Володимир Злобін провів презентацію АК-12 для Міжвідомчої робочої групи (лабораторії) при Військово-промислової комісії, до складу якої входили представники Міністерства оборони, МВС і ФСБ Росії. Члени комісії за результатами демонстраційної стрільби відзначили, що автомат при стрільбі поводиться стійкіше, ніж зразки попередніх поколінь: зменшилися віддача і відведення при стрільбі чергами.
З 27 червня по 1 липня 2012 року в місті Жуковський на території транспортно-виставкового комплексу «Росія» пройшов другий міжнародний форум «Технології в машинобудуванні», де був запланований показ АК-12.
В тому ж 2012 році автомат був запропонований військовим в рамках ДКР Ратник замість раніше запланованого на конкурс АК-107. При цьому іжевські конструктори не встигли створити варіант калібр 7,62×39, і під цей патрон був представлений автомат старої конструкції АК103-3. В результаті випробувань одразу з'ясувалося, що новий автомат значно втратив у надійності, програвши на першому ж етапі основному конкурентові — ковровському А-545. Контракт на подальшу розробку був укладений з заводом імені Дегтярьова, а АК-12 продовжив розроблятися в ініціативному порядку.
У 2014 році на державних випробуваннях, попри ряд значних доопрацювань, історія повторилася: автомати А-545 і А-762 після доопрацювань були рекомендовані для серійного виробництва і військових випробувань, а доробити АК-12 і АК103-3 було рекомендовано коштом розробника. Сам ІЖМАШ в 2014 році був перетворений в концерн «Калашников» із заміною генерального директора та інших керівників. Новим керівництвом, після оцінки кількості «дитячих хвороб» у дослідного зразка і різниці в технологіях виробництва, було ухвалено рішення відмовитися від продовження проєкту на користь розвитку теми АК400 під керівництвом нового головного конструктора Сергія Уржумцева.
У вересні 2016 року на форумі «Армія-2016», концерн «Калашников» представив оновлену версію АК-12, а також автомат АК-15 (6П71) під патрон 7,62×39 мм кулемет РПК-16 (5,45×39 мм). За словами виробника, конструкція автоматів була переглянута для усунення ряду виявлених в ході випробувань недоліків і задоволення рекомендацій замовника, а також була істотно підвищена технологічність і знижена вартість виготовлення. За фактом же, замість доопрацювання раніше представленого дослідного зразка був запропонований зразок, який є розвитком теми серійних автоматів ІЖМАШ. При цьому, на відміну від проекту АК-400, в новому АК-12 вся механічна частина автомата спроектована заново в САПР і не сумісна з АК-74М. Основною метою перепроектування було підвищення купчастості у всіх режимах ведення вогню при збереженні надійності та технологічності виробництва.
Станом на початок 2017 року в «3-му Центральному науково-дослідному інституті Міністерства оборони» продовжували проводитися випробування чотирьох автоматів: АК-12, АК-15, А-545 (6П67) і А-762 (6П68).
29 січня 2018 року АК-12 прийнятий на озброєння Сухопутних військ, ВДВ і морської піхоти РФ.

### Зразок 2016 року

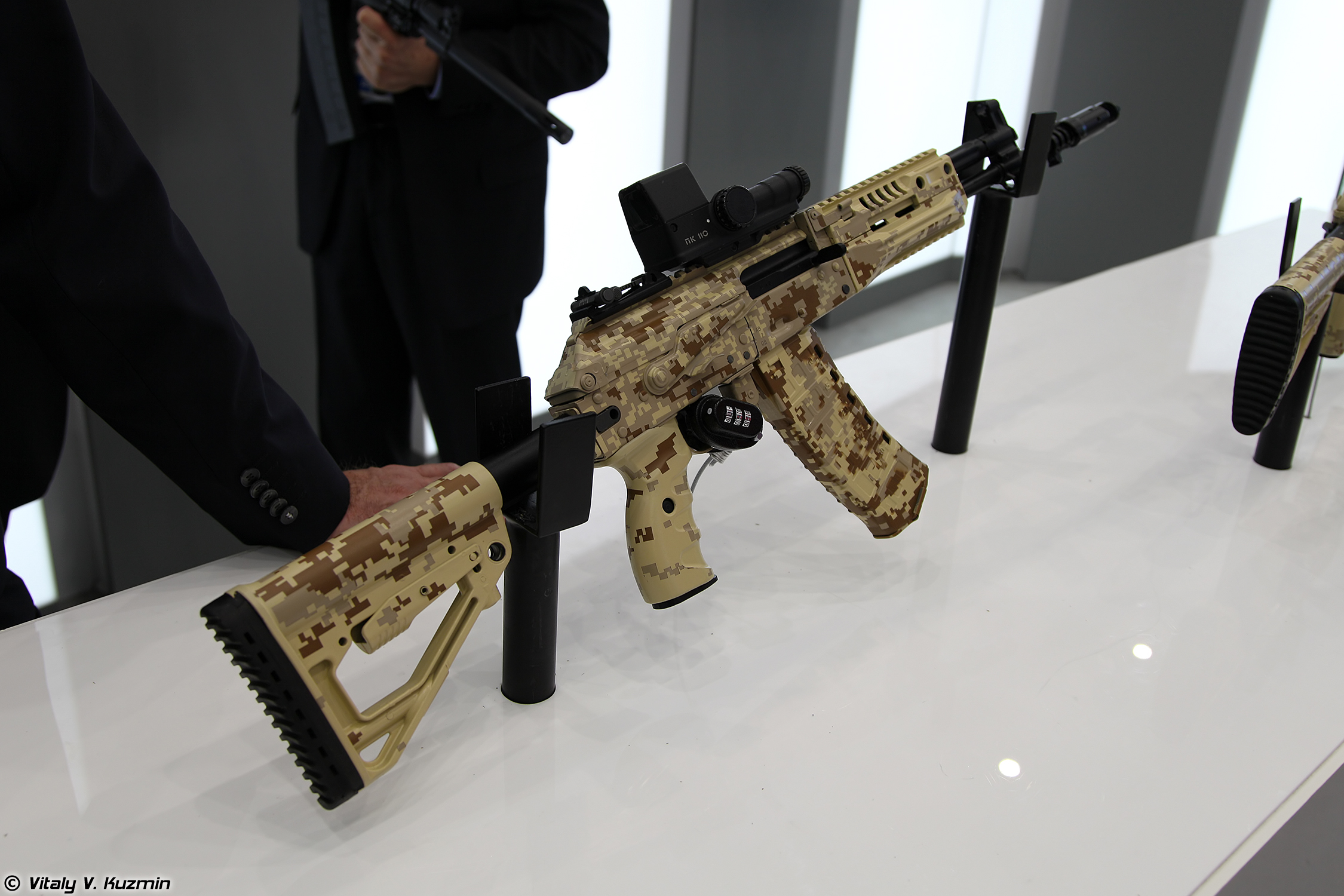
Передсерійний АК-12 на форумі «Армія 2016»

Характерні особливості серійних версій АК-12:
- цівка вивішена на ствольній коробці і не торкається ствола[12], накладка на газовій трубці жорстко кріпиться на цівку і не обмежує коливань ствола;
- газова трубка стала незнімною, для її чистки витягується передня заглушка;
- дулове гальмо встановлюється на байонет замість різьби і може бути швидко замінене на тактичний глушник. Передній край дульного гальма являє собою твердосплавну коронку для розбивання шибок[12];
- кришка ствольної коробки для підвищення жорсткості її кріплення вставляється задньою частиною в пази ствольної коробки і фіксується поперечним штифтом в передній частині;
- кришка ствольної коробки і цівка оснащені планками Пікатінні, які зверху утворюють єдину лінію, що забезпечує зручне і повторюване встановлення денних і нічних прицілів різних типів;
- на цівці знизу є додаткова планка Пікатінні для установки аксесуарів — передньої рукоятки, ліхтаря, лазерного цілевказівника тощо.;
- мушка відкритого прицілу перенесена на газовий блок, апертурний цілик встановлюється на планку Пікатінні максимально близько до прикладу, має можливість введення бічних поправок; можлива установка щілинного цілика;
- запобіжник/перемикач режимів вогню має 4 положення (запобіжник — АВ (автоматичний вогонь) — 2 (черга з 2 пострілів) — ОД (одинарний)), а також має додаткову «поличку» під вказівний палець, що забезпечує більш зручне перемикання режимів вогню без зміни хвату стріляючої руки;
- автомат оснащений складаним вліво регульованим по довжині (4 позиції) прикладом з ударостійкого пластику з регульованим по висоті потиличником;
- пістолетна рукоятка зроблена більш ергономічною та оснащена футляром, в якому можна розмістити електробатареї для прицілів або медикаменти;
- відсутні кріплення шомпола, який зроблено розбірним і перенесено в пенал приклада;
- штатні магазини оснащені прозорими вставками, через які можна візуально визначити кількість патронів; повністю взаємозамінні з магазинами АК-74;
- під стволом можлива установка багнета або 40-мм гранатомета ГП-25 або ГП-34[13].

Порівняно з дослідним АК-12 в серійній версії відмовилися від двосторонньої схеми автомата, від затворної затримки, від швидкої заміни ствола і ряду інших рішень, хоча за словами розробників, частина з них може бути реалізована пізніше.
На базі 5,45-мм автомата АК-12 створено варіант АК-15 під набій 7,62х39, цивільний карабін АК TR3, пропонується кулемет РПК-16.

### Зразок 2020 року

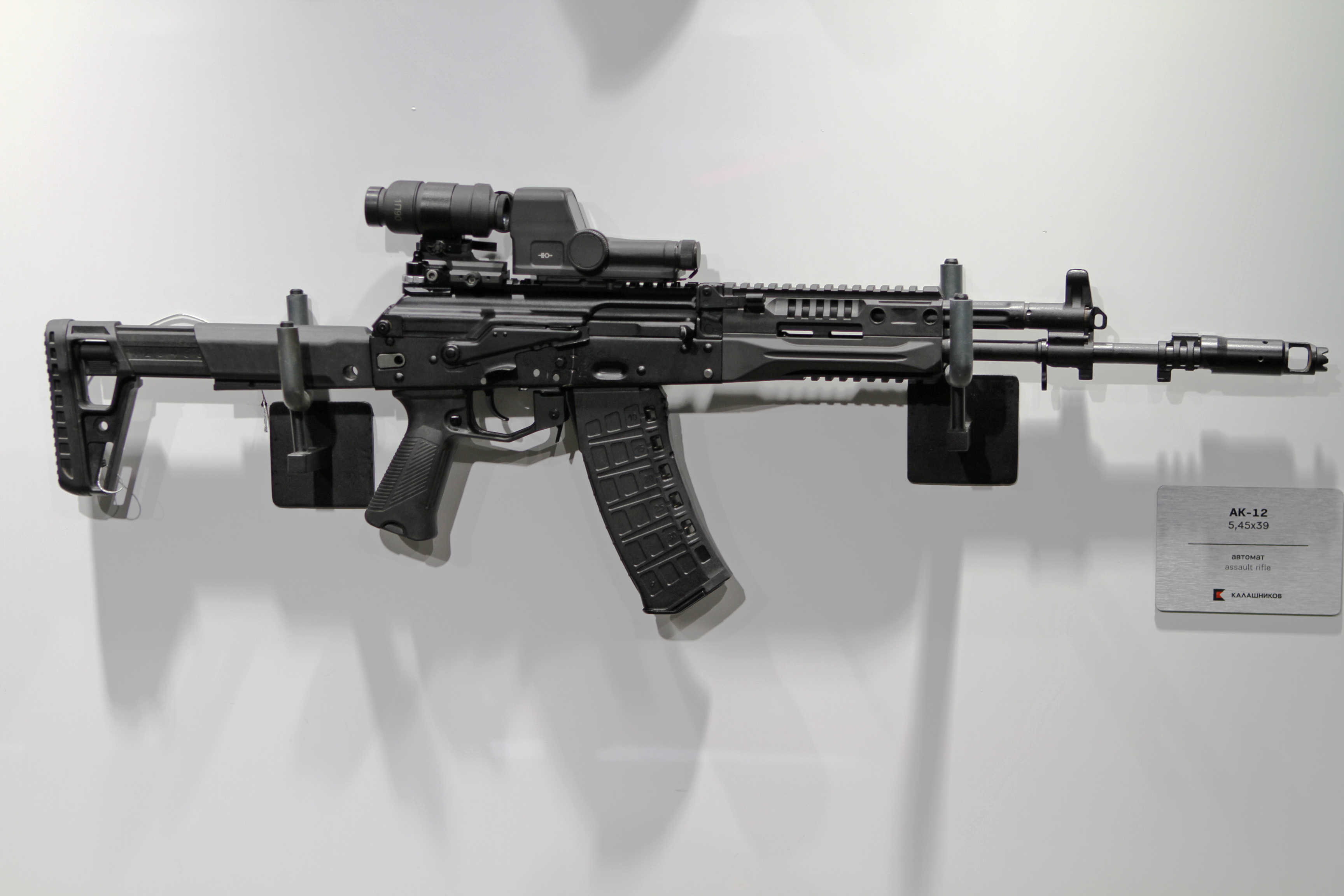
АК-12 версії 2020 року

У 2020 році в рамках Військово-Технічного форуму «Армія-2020» Концерн Калашников представив оновлену версію АК-12. На відміну від переходу від версії 2012 року до версії 2016 року, перехід від версії 2016-го до версії 2020-го не був повною переробкою зброї і вніс мінімальні зміни .
- Новий модульний телескопічний шестипозиційний «Г-подібний» приклад з поліпшеною ергономікою. Можлива установка модуля з регульованою по висоті щокою і можливістю утримання «по-кулеметному», модуль встановлюється на рейки в нижній частині приклада. Новий приклад не має деяких проблем попереднього, але зберігає інші: зберігся люфт в складеному стані, але QD-антабка стандартна, а не унікальна. Втулка під кріплення ременя 6Ш124 розташована в основі прикладу і доступна як з лівого, так і з правого боку. На відміну від деяких комерційних моделей, цей приклад армований і витримує віддачу ГП. Як і приклад 2016 року має проріз для ремінця потиличника прикладу, що входить в комплект ГП.
- Нове пістолетне руків'я. Його особливостями з'єднання зі спусковою скобою і те, що кнопка виймання пенала розташована під вказівний палець, двобічна. Для вилучення пенала немає необхідності натискати на обидва боки кнопки.
- Новий діоптричний цілик. Його довжина була зменшена зокрема для того, щоб була можлива установка комплексу коліматорного прицілу 1П87 з збільшувачем 1П90 в межах планки кришки ствольної коробки. Через змінену конструкцію, заміна на щілинний цілик неможлива. Діоптричний цілик регулюється по горизонталі інструментом при приведенні автомата до нормального бою. Регулювання по вертикалі проводиться без інструменту.
- Розбірний шомпол тепер розташовується всередині цівки.

За заявою Концерну «Калашников», зміни були внесені за результатами дослідної експлуатації АК-12 версії 2016 року Міністерством Оборони, автомат в війська надходитиме з індексом ГРАУ 6П70М. Автомат з цим індексом був представлений на виставці «Ми — армія країни! Ми — армія народу!» в квітні 2021 року. У комплект постачання 6П70М входять автомат, чохол для автоматів зі складним прикладом 6Ш21, 6 магазинів 6Л23-01, 4 обойми 6Ю20.С66, перехідник 6Ю20.7 збройовий ремінь 6Ш124, переднє руків'я 6Ч64, багнет 6Х9-1, піхви, ПМС, втулка для холостої стрільби, приналежність, що містить контейнер 6П70.10-1, вкладку контейнера 6П70.10-2, викрутку 6Ю20.2, виколотку 6Ю20.5, йорж 6Ю20.С65, маслянку 6Ю5, шомпол, що складається з підстави шомпола 6П70.10- 03 і двох шомполів 6П7.10-4, 2 пластини, 2 планки і 4 гвинта. При цьому, пластини, гвинти, планки, ПМС, переднє руків'я, обойми і перехідник входять в додаткову, а не базову комплектацію. Спеціальна комплектація включає в себе сумку 6Ш123, сумку для магазинів 6П20 6Ш46, 10 обойм, ПМС 6Ч60. Крім того, на вимогу замовника автомат може бути укомплектований приладом нічного бачення 1ПН138, тепловізійним приладом 1ПН140-2, коліматорним прицілом 1П87, збільшувачем 1П90, лазерним цілевказівником 1К241, ліхтарем 6Е7 і підствольним гранатометом 6Г34. Відмінністю комплектації від версії 2016 року є те, що тепер шомпол не включений в приналежність, оскільки розміщений в цівці.
У травні 2021 року був показаний 6П70М, з видозміненою металевою ствольною накладкою. Теоретично, таке рішення збільшує жорсткість і довговічність кріплення кришки ствольної коробки. Однак, поки неясно, чи отримає ця варіація поширення.
Конструкція пістолетного руків'я і спускової скоби буде змінена в серійному варіанті так, що руків'я отримає можливість заміни без заміни спускової скоби.
На базі АК-12 зразка 2020 року було створено автомат АК-19 . АК-19 — експортна версія в калібрі 5.56 NATO. Розробка автомата велася Концерном «Калашников» в ініціативному порядку.
- АК-19 має інший дуловий пристрій — незнімний щілинний полум'ягасник з можливістю швидкого встановлення глушника, що відрізняється від ПМС АК-12 як зовні, так і способом кріплення[17] .

### Зразок 2023 року
У 2023 році представлено оновлений АК-12 зразка 2023 року. Який вже проходить випробування, виготовлено 100 шт.
- цівка має міцнішу конструкцію;
- двобічний перемикач-запобіжник;
- дульний пристрій тепер не має "коронки";
- вдосконалено діоптр;
- прилад малошумної стрільби встановлюється наверх на дульне гальмо компенсатор (він тепер не знімається).

## Бойове застосування

### Російсько-українська війна
Автомати АК-12 перебували на озброєнні окремих підрозділів російських загарбників під час повномасштабної збройної агресії. Експлуатація у бойових умовах виявила певні недоліки. Зокрема, брак штатних глушників ПБС-1, а встановлення комерційних глушників зазвичай можливе тільки з перехідником що, своєю чергою, призводить до проблем зі співвісністю. Причому, як кажуть самі росiяни, у більшості випадків ці проблеми — критичні.
Досвід бойового застосування виявився настільки негативним, що за підсумками низки нарад у березні 2022 року (тобто через лічені тижні реальної експлуатації нового автомата під час боїв) в Головному ракетно-артилерійському управлінні міноборони РФ було запропоновано фактично провести демодернізацію даного зразка: прибрати режим стрільби відсічками по два постріли чим спростити ударно-спусковий механізм. Також було запропоновано передбачити можливість встановлення органів управління з обох боків та регульованої щічки.

## Фотографії

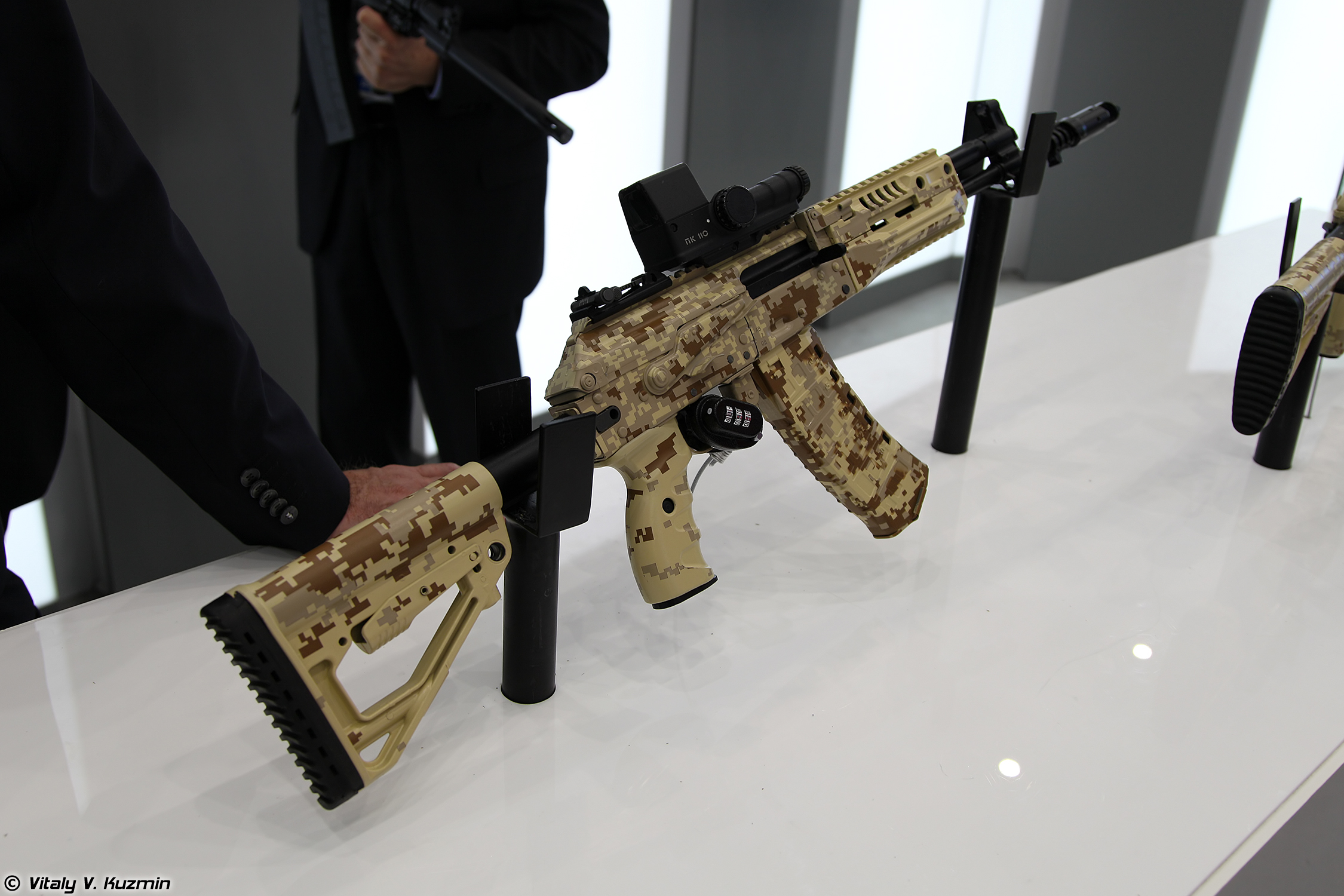
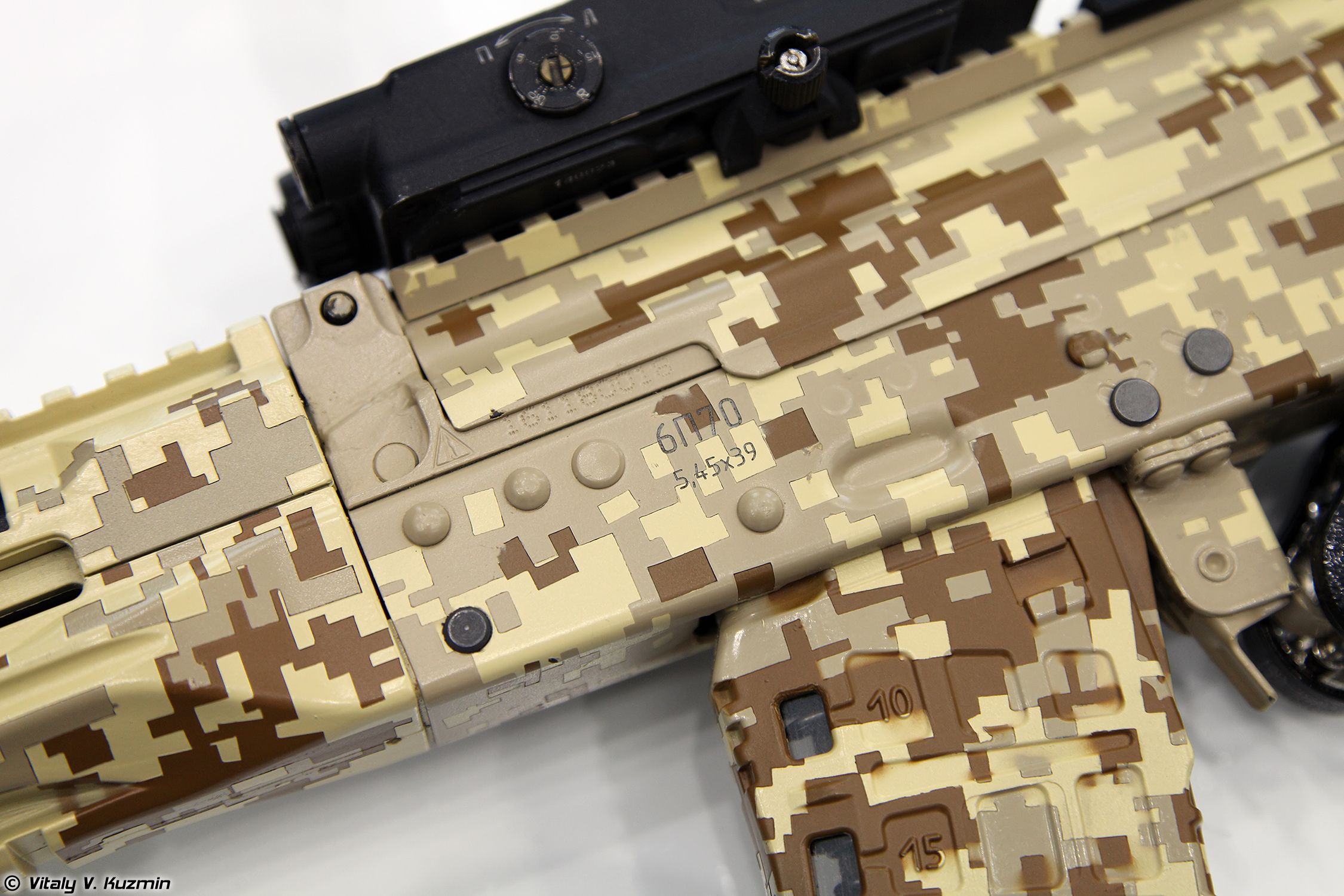
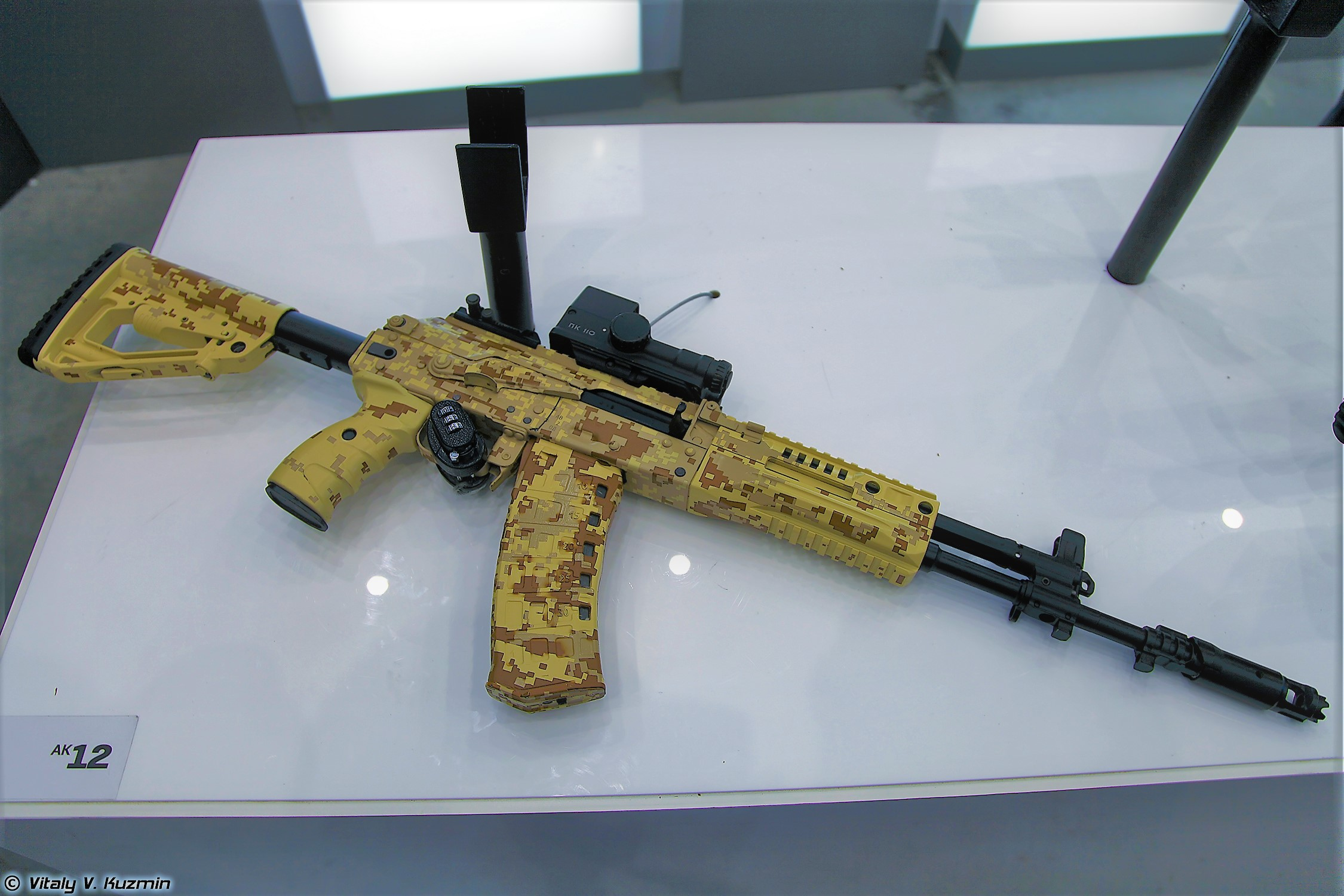
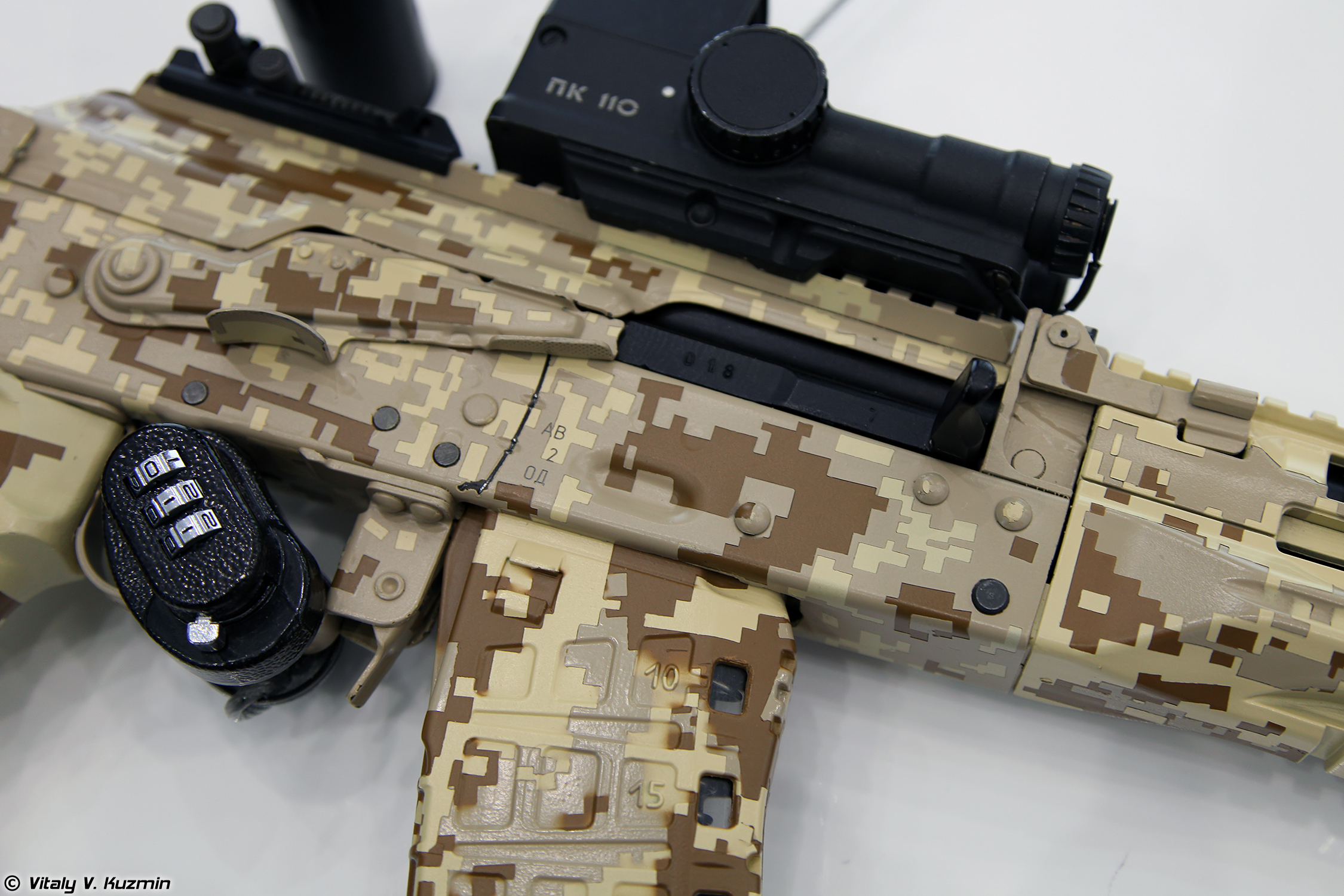
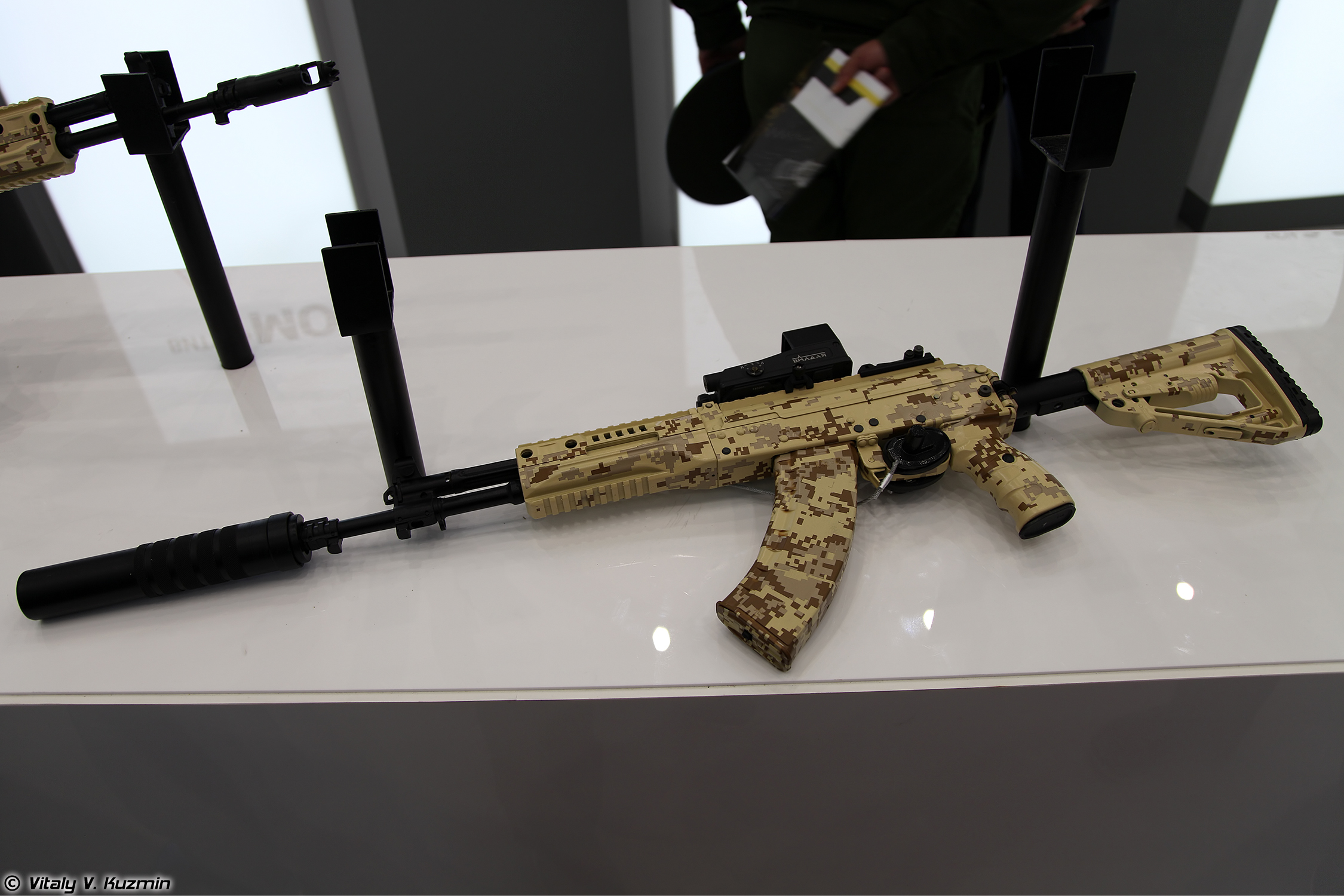
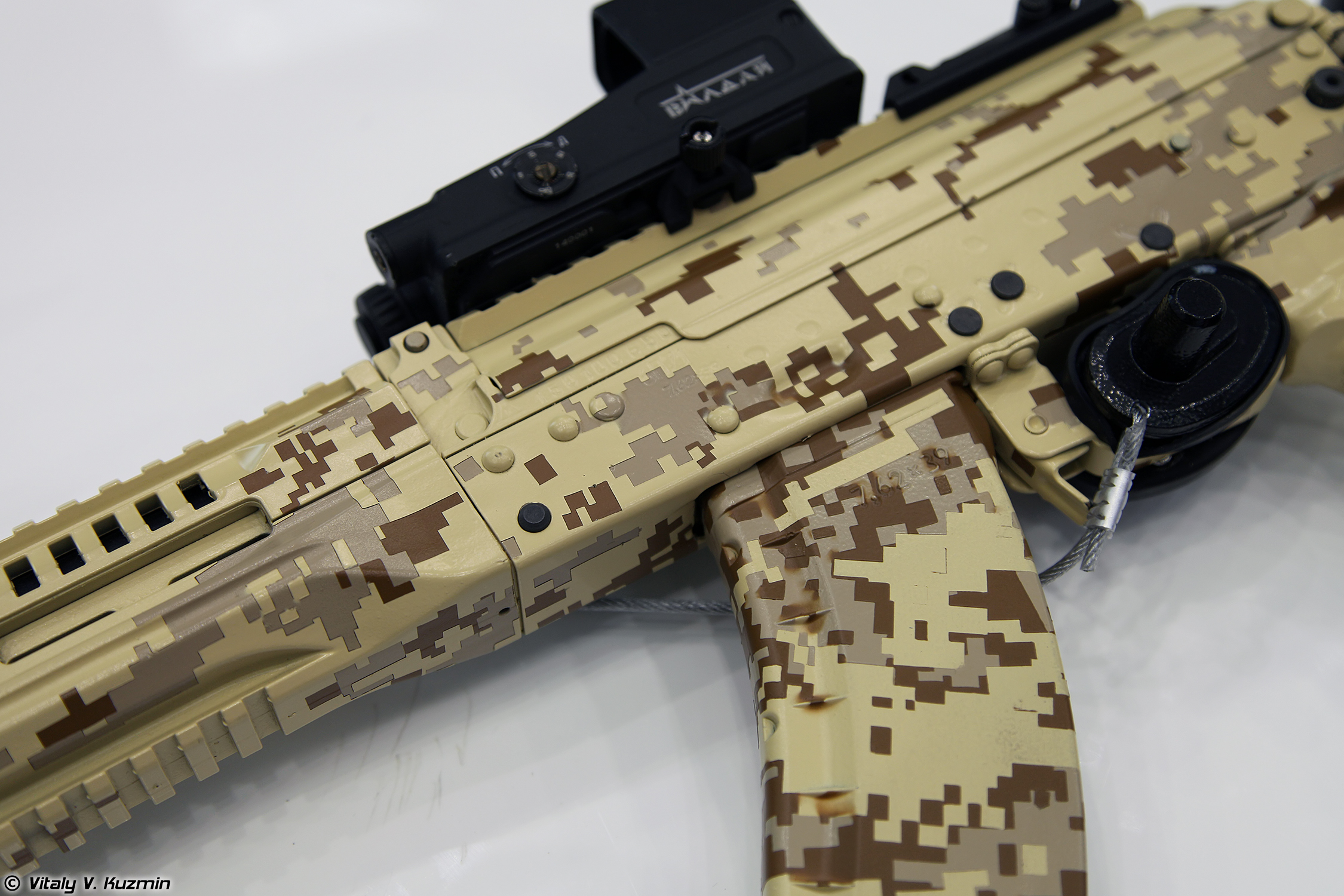